# Glencoe Brook
Glencoe Brook – strumień (brook) w kanadyjskiej prowincji Nowa Szkocja, w hrabstwie Pictou, płynący w kierunku południowo-zachodnim i uchodzący do East River of Pictou; nazwa urzędowo zatwierdzona 6 sierpnia 1953.